# Medżlis Tatarów Krymskich

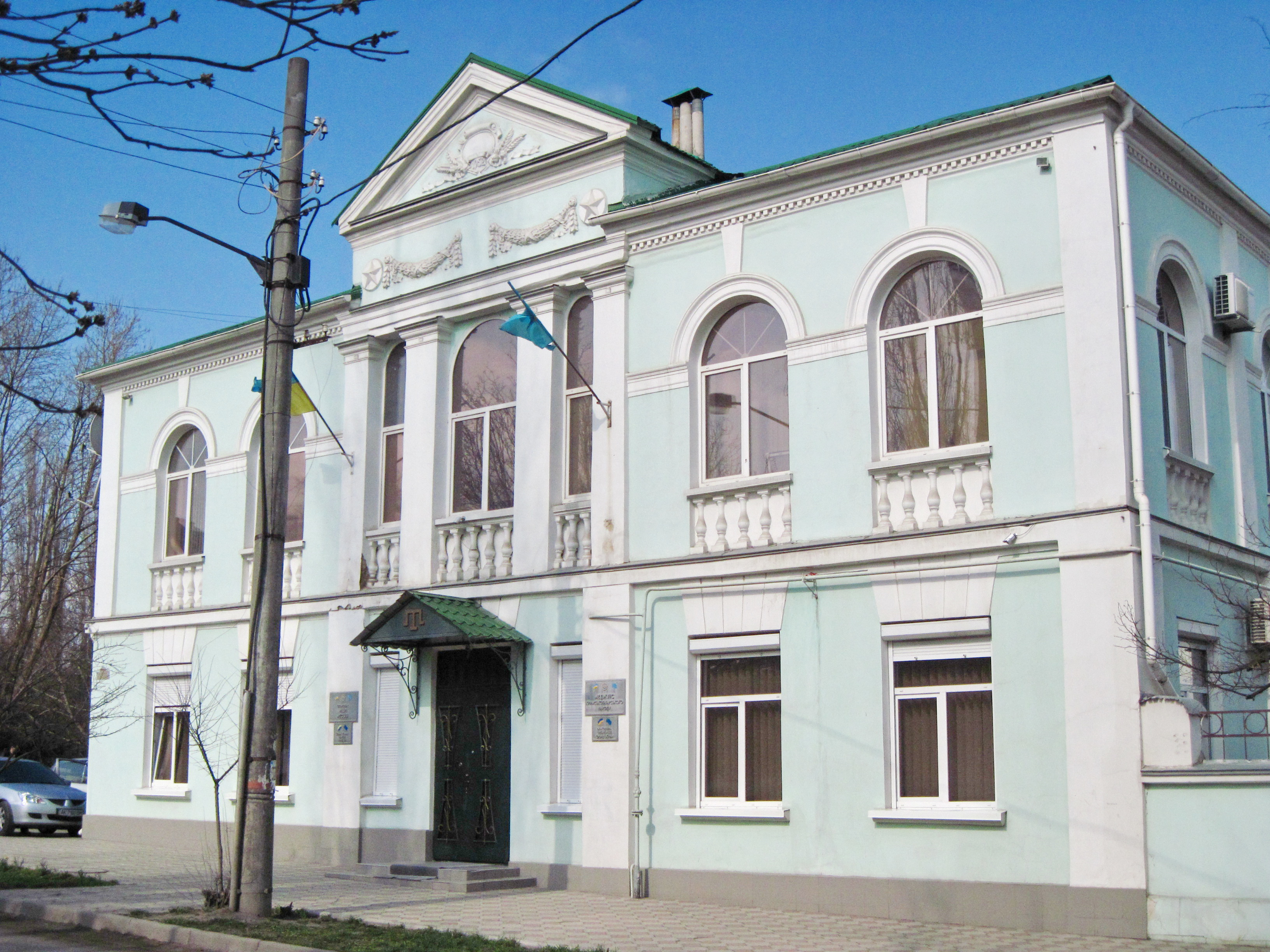
Skonfiskowany budynek Medżlisu w Symferopolu

Medżlis Tatarów Krymskich (krymskotat. Къырымтатар Миллий Меджлиси, Qırımtatar Milliy Meclisi) – organizacja Tatarów krymskich, której zadaniem jest reprezentowanie interesów tej społeczności. Medżlis prowadzi dialog z władzami Ukrainy i Turcji, jego działalność spotyka się zaś ze sprzeciwem Rosji.
Medżlis liczy 33 członków wybieranych przez Kurułtaj – zgromadzenie 250 przedstawicieli lokalnych struktur krymskotatarskich funkcjonujących od 1991 roku. Do czasu aneksji Krymu przez Rosję Medżlis formalnie nie był uznawany przez ukraińskie władze, sytuacja zmieniła się dopiero po przejęciu kontroli nad Półwyspem Krymskim przez wojska Federacji Rosyjskiej. Przywódcy Medżlisu wspierali Euromajdan i sprzeciwiali się referendum z 2014 roku. W odpowiedzi rosyjskie władze uniemożliwiły liderom społeczności krymskotatarskiej wjazd na Krym oraz rozpoczęły budowanie alternatywnych struktur mających stanowić reprezentację krymskich Tatarów.
W kwietniu 2016 roku rosyjski Sąd Najwyższy Krymu uznał działalność Medżlisu za nielegalną. W konsekwencji przewodniczący Medżlisu Refat Czubarow poinformował o przeniesieniu działalności do Kijowa. We wrześniu 2021 Federalna Służba Bezpieczeństwa Federacji Rosyjskiej aresztowała pięciu Tatarów, w tym wiceszefa Medżlisu, oskarżając ich o prowadzenie działań dywersyjnych.